# Adetus latericius
Adetus latericius là một loài bọ cánh cứng trong họ Cerambycidae.